# Boris Boll-Johansen
Boll-Johansen, Boris (født 5. maj 1967 på Frederiksberg) er dansk forfatter og opvokset i Rødovre. Uddannet fra Kunstakademiett. Debuterede med romanen Kvik i 1994. Stiftede i 2006 det eksperimenterende mp3-forlag Klørkonge.dk.